# Мати (повість)
«Мати» — повість українського фантаста і філософа Олеся Бердника. Написана в 1966 році, вперше видана в 1967 році.

## Тематика
Повість «Мати» — схвильовано-зворушливий монолог космонавта, який збирається у далекий, можливо, безповоротний політ до супутника Урана, де виявили унікальну безбактеріальну біосферу, а також прийнятний температурний режим та повітря, яким може дихати людина. Там планується проведення унікального експерименту із впровадження штучної еволюції нового типу, де всі живі організми, що прибудуть із Землі, а також люди-колоністи, будуть об'єднані, як клітини в спільному організмі. Таким чином буде обійдено земне «самопоїдання» природи.

## Образ Матері у творчості Бердника
Саме мати космонавта, в якій вгадуються також усі жінки-матері, українська земля та образ Матері-Природи, велична у своєму самозреченні, забезпечила всі незримі передумови для польоту. Вона прищепила сину Любов до всього живого і безмежну тягу до творчості, усвідомлення того, що Людина є невіддільною часткою Безмежжя…
Для Олеся Бердника образ Матері був святим. Свою першу книгу — «Поза часом і простором» — письменник присвятив «Матері, яка навчила мене любити мрію». Пізніше образ Матері знайшов філософське продовження у творчості Олеся Бердника, коли в 1976 році він написав поетичне есе «Свята Україна. Дума про Рідну Матір».
Повість «Мати» стоїть окремо у всій творчості письменника, проте тематично пов'язана з оповіданням «Дивні Грицеві пригоди» (1989).

## Видання

### Українською мовою
1. Мати // Бердник О. Розбиваю громи. — К.: Веселка, 1967.
2. Мати: Повість-монолог // Хрестоматія з нової української літератури для шкіл і курсів українознавства [за ред. О. Копач]. — Торонто: Об'єднання українських педагогів Канади, 1970. — с. 19-38.
3. Мати: Оповідання // Хрестоматія з нової української літератури. — Львів: Каменяр, 1993. — С. 19—38.
4. Мати (Повість-монолог) // Бердник О. Вибрані твори. — К.: Книга, 2007. — С. 330—348.

### Російською мовою
1. Мать (Повесть-монолог, перевод Ст. Борина) // Бердник О. Марсианские «зайцы». — Екатеринбург: Издательский дом «Тардис», 2014. — С. 86—113. — (Фантастический раритет).